# Snake (banda)
Snake é uma banda de rock uruguaia formada em 1995 em Montevidéu, Uruguai. É considerada uma das bandas mais populares no Uruguai e na cena de rock latino.

## Carreira
Em dezembro de 2000, Snake lança seu álbum de estreia chamado Dos Pasajes Paramarte produzido por Juan Campodónico e Carlos Casacuberta e editado de forma independente, que logo foi transmitida nas rádios uruguaias, tornando-a uma das bandas de rock uruguaias mais populares. Em setembro de 2001, Snake se apresentou em Buenos Aires, Argentina com uma boa reação. Em maio de 2002, eles fizeram uma turnê nos Estados Unidos incluindo um grande concerto em Los Angeles no Roxy Theatre. Em agosto do mesmo ano, a música "Suicida", do Snake, foi incluída na compilação publicada para o LAMC, uma conferência realizada em 2002 em Nova Iorque, na qual as revelações anuais do rock latino foram destacadas.
Retornando triunfante a Montevidéu, Snake lançou seu segundo videoclipe "Equis" em maio de 2003 durante o Prêmios Graffiti (o principal evento anual de premiação da música uruguaia), ganha "melhor videoclipe do ano", com "Suicida" sendo reproduzido em rodízio na MTV. Snake fez uma turnê na Argentina novamente em 2003 além de participar em 2003-2004 de diversos grandes festivais da cena rock latina.
Em agosto de 2004, Snake gravou seu segundo álbum desta vez através de estúdios em Buenos Aires. O álbum Dejando Marcas foi produzido por Raúl e Osko Cariola (do Santos Innocentes) em co-produção com Mikael Boudakian. Sendo "Magnéticos" o primeiro single do álbum. Um segundo single, "Mordiendo la Ciudad", também foi lançado como um videoclipe dirigido por Federico Alvarez. Com o aumento da popularidade, eles foram apresentados em vários festivais importantes, incluindo o Pilsen Rock em Paysandú, Uruguai (150 mil participantes), Fiesta X (evento principal com 23 mil pessoas e no Baradero Rock na Argentina em 2005, também comemorando o 10.º aniversário da banda com um concerto no "Central" Montevidéu no show "Snake 10", cantando suas melhores músicas icônicas, além de uma versão especial dos Beatles "Taxman" em espanhol. Eles também apareceram no festival Gesell Rock na Argentina em 2006 e 2007 e no Bahia Rock Festival em La Paloma, Rocha, Uruguai em 2008. Em 30 de maio de 2008, eles apareceram em seu show no Teatro Metro, Montevidéu. Em 2009, Snake realizou um concerto na praia de Kibon, em Pocitos, Montevidéu, para cerca de cinco mil pessoas.
Em 2009, Snake lançou seu quarto álbum, El Diario de la Serpiente, co-produzido por Raul e Osko Cariola. O single "Ataque de Pánico!" foi lançado em novembro de 2009. O videoclipe foi baseado no famoso curta-metragem de Fede Álvarez e foi dirigido e animado por Álvarez e Mauro Rondán. Levou dois anos para finalizar. O videoclipe como tema do curta-metragem é catalogado como o melhor videoclipe da história do rock nacional uruguaio. Outro lançamento do álbum foi "Los Antídotos". Em 2009, o antigo membro Alejandro Moumdjian deixou a banda no seu auge de sucesso. A banda teve uma série de mudanças na formação.
Em 9 de outubro de 2013, o Snake tocou junto com o Aerosmith, por ocasião da primeira turnê da banda no Uruguai, no estádio Centenario Montevideo com a participação de aproximadamente 22 mil pessoas.

## Integrantes
- Marcelo Fontanini - guitarra e voz
- Mikael Boudakian - baixo
- Mape Bossio - bateria
- Joel Capdeville - guitarra
- Martin Casal - guitarra

## Discografia

### Álbuns
- 2000: Dos Pasajes Paramarte
- 2004: Dejando Marcas
- 2006: Snake 10 Años
- 2009: El Diario de la Serpiente

### Singles
- 2001: "Suicida" ("LAMC")
- 2002: "Equis".
- 2007: "Mordiendo la Ciudad"
- 2009: "Ataque de Pánico!"

### Videoclipes
- "Suicida "(2000)
- "Equis" (2002) (Prêmio Graffiti)
- "Mordiendo la Ciudad" (2007)[3]
- "Ya no hay tiempo"
- "Ataque de Pánico!" (2009)[4] (Prêmio Graffiti)